# Aïn Nouïssy
Aïn Nouïssy (em árabe: عين نويسي) é uma cidade e comuna na província de Mostaganem, Argélia. É a capital do distrito homônimo. Segundo o censo de 2008, a população total da cidade era de 14 530 habitantes.